# Sarah Y. Mason
Sarah Y. Mason (* 31. März 1896 in Pima, Arizona; † 28. November 1980 in Los Angeles, Kalifornien) war eine US-amerikanische Drehbuchautorin, die bei der Oscarverleihung 1934 gemeinsam mit ihrem Ehemann Victor Heerman den Oscar für das beste adaptierte Drehbuch für Vier Schwestern erhielt.

## Leben
Sarah Mason begann ihre langjährige Laufbahn in der Filmwirtschaft, indem sie Regisseur Allan Dwan um eine Rolle bat. Dieser stellte sie jedoch für seine Filmcrew für die romantische Komödie Arizona (1918) ein, womit sie der erste Script Supervisor der Filmgeschichte wurde. Kurz darauf lernte sie den Drehbuchautor Victor Heerman kennen und arbeitete mit diesem nach der Eheschließung 1920 überwiegend als Autorenduo zusammen. 1929 war sie Script Supervisor bei The Broadway Melody tätig, einem frühen Tonfilm von Harry Beaumont. 1934 erhielt das Paar für das Drehbuch von George Cukors Vier Schwestern (1933), das auf dem Roman Little Women von Louisa May Alcott basiert, den Oscar für das beste adaptierte Drehbuch.
Weitere bekannte Filme mit von ihr und ihrem Ehemann verfassten Vorlagen waren The Age of Innocence (1934) von Philip Moeller, Magnificent Obsession (1935) von John M. Stahl, Stella Dallas (1937) von King Vidor, Golden Boy (1939) von Rouben Mamoulian und Kleine tapfere Jo (1949) von Mervyn LeRoy, eine weitere Verfilmung des Alcott-Romans Little Woman.

## Filmografie (Auswahl)
- 1918: Arizona
- 1920: Bright Skies
- 1921: A Divorce of Convenience
- 1926: Fools of Fashion
- 1927: The Cradle Snatchers
- 1929: The Broadway Melody
- 1930: Love in the Rough
- 1932: The Age of Consent
- 1933: Vier Schwestern (Little Women)
- 1934: The Age of Innocence
- 1935: Break of Hearts
- 1935: Magnificent Obsession
- 1937: Stella Dallas
- 1939: Golden Boy
- 1949: Kleine tapfere Jo (Little Women)